# Approximation BKW
Pour les articles homonymes, voir BKW et WKB.
En physique, l'approximation BKW est une méthode développée en 1926 qui permet d'étudier le régime semi-classique d'un système quantique. La fonction d'onde est développée asymptotiquement au premier ordre de la puissance du quantum d'action {\displaystyle \hbar }. 

## Étymologie

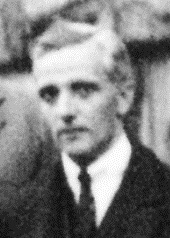
Léon Brillouin en 1927.

BKW est un sigle en l'honneur de Léon Brillouin, Hendrik Anthony Kramers et Gregor Wentzel.
L'approximation BKW (pour les francophones européens) est également connue sous les initiales WKB (pour les anglophones et les francophones nord-américains), WKBJ, BWKJ et parfois WBK ou BWK. Le J supplémentaire est pour le mathématicien Harold Jeffreys.

## Historique
L'approximation BKW est une méthode développée en 1926.
Le mathématicien Harold Jeffreys avait développé en 1923 une méthode générale d'approximation pour des équations différentielles linéaires du second ordre, qui inclut l'équation de Schrödinger à une dimension. Les trois physiciens BKW n'avaient apparemment pas eu connaissance de ce travail.

## Description
L'idée de base de la méthode BKW est que l'équation de Schrödinger se dérive de l'équation de propagation des ondes. On doit donc retrouver la mécanique classique dans la limite {\displaystyle \hbar \rightarrow 0} comme on retrouve l'optique géométrique lorsque la longueur d'onde {\displaystyle \lambda \rightarrow 0} dans la théorie de l'optique ondulatoire.

## Formule à une dimension d'espace
De façon générale, la fonction d'onde est mise sous la forme ansatz :
{\displaystyle \psi ({\vec {r}},t)\ =\ A({\vec {r}},t)\ \exp \left[\ {\frac {i}{\hbar }}\ S({\vec {r}},t)\ \right].}
Les deux fonctions inconnues sont l'amplitude A et l'action S, l'une de ces deux fonctions est en général considérée comme « lentement variable ». En fait seul le cas unidimensionnel où {\displaystyle {\vec {r}}=R} est utilisé, c'est ce cas que nous allons développer ici.

### Formule BKW
Notons {\displaystyle \psi } la fonction d'onde, solution stationnaire de l'équation de Schrödinger, d'une particule de masse {\displaystyle m} se déplaçant dans le potentiel {\displaystyle V(R)} :
{\displaystyle \left[-{\hbar ^{2} \over 2m}{d^{2} \over dR^{2}}+V(R)\right]\psi (R)=E\psi (R).}
L'approximation BKW consiste à écrire la fonction d'onde sous la forme
{\displaystyle \psi ^{\rm {BKW}}(R)={C_{+} \over {\sqrt {|p(R)|}}}\exp \left[{i \over \hbar }\int p\right]+{C_{-} \over {\sqrt {|p(R)|}}}\exp \left[-{i \over \hbar }\int p\right]}
où {\displaystyle p(R)={\sqrt {2m(E-V(R))}}} est l'impulsion locale de la particule.

### Sens physique
Notons le sens physique simple :

Exemple d'approximation WKB. Le potentiel est représenté en haut; la fonction d'onde approximée, pour une valeur possible (mais non précisée ici) de l'énergie, en bas

1. Dans la région classiquement permise plus la particule va vite, plus sa probabilité de présence diminue. En effet là où {\displaystyle E>V(R)}, la probabilité de présence {\displaystyle |\psi |^{2}} sera proportionnelle à {\displaystyle 1 \over p}.
2. Dans la région classiquement interdite la probabilité de présence {\displaystyle |\psi |^{2}} sera exponentiellement décroissante en {\textstyle \exp \left[-{i \over \hbar }\int p\right]}. En effet, là où {\displaystyle E<V(R)}, on a alors {\displaystyle p(R)=i{\sqrt {|2m(E-V(R))|}}} et le terme exponentiellement croissant sera en général divergent et donc non physique. La normalisation de la fonction d'onde impose alors {\displaystyle C_{+}=0}.

### Domaine de validité
Le domaine de validité de l'approximation est le suivant  
1. {\displaystyle \left|{d{\bar {\lambda }} \over dR}\right|\ll 1} où {\displaystyle {\bar {\lambda }}(R)=\hbar /p(R)} est la longueur d'onde de de Broglie dite réduite (divisée par 2π).
2. Une seconde condition, qui est souvent vérifiée, vient s'ajouter à celle-ci mais elle est rarement utilisée {\displaystyle \left|\int {1 \over {\bar {\lambda }}(R)}\left({d{\bar {\lambda }} \over dR}\right)^{2}\right|^{2}\ll 1.}

La première condition peut s'interpréter, en faisant apparaître le produit {\displaystyle V'(R){\bar {\lambda }}(R)}, comme une condition adiabatique, i.e. comme le fait que le potentiel {\displaystyle V} doit changer lentement sur des distances comparables à la longueur d'onde {\displaystyle {\bar {\lambda }}} de la particule pour que celle-ci ait le temps de s'adapter au nouveau potentiel lors du mouvement.
La seconde condition est plus difficile à interpréter mais elle indique qu'il faut être prudent si le potentiel V décroît trop lentement à l'infini.

## Démonstration
En faisant apparaître
les différents ordres du développement en puissance de {\displaystyle \hbar } on pose
{\displaystyle \psi (R)=\exp \left({\frac {i}{\hbar }}\left[\sigma _{0}(R)+{\hbar  \over i}\sigma _{1}(R)+\left({\frac {\hbar }{i}}\right)^{2}\sigma _{2}(R)+\cdots \right]\right).}

### Ordre 0
En n'utilisant que {\displaystyle \sigma _{0}} dans {\displaystyle \psi } on obtient immédiatement
{\displaystyle -{\sigma '}_{0}^{2}(R)+i\hbar \sigma ''_{0}(R)+p^{2}(R)=0.}
L'ordre 0, qui s'appelle l'approximation classique, consiste à ne conserver aucun terme en {\displaystyle \hbar }. On obtient {\displaystyle \sigma _{0}(R)=\pm \int p} et donc
{\displaystyle \psi (R)\approx e^{\pm {\frac {i}{\hbar }}\int p}.}

### Ordre 1
L'ordre suivant est l'approximation B.K.W. proprement dite.
En reprenant la formule précédente, avec {\displaystyle \sigma _{0}+{\frac {\hbar }{i}}\sigma _{1}} au lieu de {\displaystyle \sigma _{0}}, et en ne gardant que les termes
en {\displaystyle \hbar } on obtient immédiatement {\displaystyle 2\sigma '_{0}\sigma '_{1}+\sigma ''_{0}=0.}
En utilisant la valeur de {\displaystyle \sigma _{0}(R)=\pm \int p(R)}, on en déduit {\displaystyle \sigma _{1}(R)=cte-{\frac {1}{2}}\ln |p(R)|} et finalement avec les deux signes possibles de {\displaystyle \sigma _{0}}:
{\displaystyle \psi ^{\rm {BKW}}(R)={C_{1} \over {\sqrt {|p(R)|}}}\exp \left({i \over \hbar }\int p\right)+{C_{2} \over {\sqrt {|p(R)|}}}\exp \left(-{i \over \hbar }\int p\right).}

### Ordre 2
Le calcul à l'ordre 2 fournit
{\displaystyle \psi (R)={C'_{1} \over {\sqrt {|p(R)|}}}\left[1-{im\hbar  \over 4}{F(R) \over p^{3}(R)}-{im^{2}\hbar  \over 8}\int {F^{2} \over p^{5}}\right]\exp \left({i \over \hbar }\int p\right)+{C'_{2} \over {\sqrt {|p(R)|}}}\left[1+{im\hbar  \over 4}{F(R) \over p^{3}(R)}+{im^{2}\hbar  \over 8}\int {F^{2} \over p^{5}}\right]\exp \left(-{i \over \hbar }\int p\right)}
où {\displaystyle F=-{dV \over dR}} désigne la force à laquelle est soumise
la particule. Cette formule est rarement utilisée, mais en comparant avec la formule BKW, on voit que l'approximation BKW sera valide dans le cas où
{\displaystyle \left|{m\hbar F(R) \over p^{3}(R)}\right|\ll 4} et {\displaystyle \left|m^{2}\hbar \int {F^{2}(R) \over p^{5}(R)}\right|\ll 8.}
On préfère souvent réécrire ces conditions en utilisant {\displaystyle F=pp'/m} ce qui amène aux conditions données précédemment qui sont :
{\displaystyle \left|{d{\bar {\lambda }} \over dR}\right|\ll 4{\hbox{ et }}\left|\int {1 \over {\bar {\lambda }}(R)}\left({d{\bar {\lambda }} \over dR}\right)^{2}\right|^{2}\ll 4/\pi .}

## Cas des points tournants classiques (vitesse nulle)
Les points où {\displaystyle p(R)=0} sont appelés les points de retournements classiques, en effet la vitesse v=p/m y est
nulle, le mobile (ou la particule) fera demi-tour. En ces points la première
condition n'est plus valable et l'approximation BKW est totalement fausse et il est donc nécessaire d'effectuer un traitement spécial pour ces points.
Au voisinage d'un tel point {\displaystyle R_{C}} on peut écrire un développement limité du potentiel. En s'arrêtant au premier ordre où {\displaystyle V(R)\approx E-(R-R_{C})F_{C}} l'équation de Schrödinger devient une équation d'Airy dont la solution est donnée par
{\displaystyle \psi (R)=C_{A}{\rm {Ai}}\left[\left(R_{C}-R\right)\left({2mF_{C} \over \hbar ^{2}}\right)^{1/3}\right].}

### Fonctions de connexions
En utilisant les développements asymptotiques de la fonction d'Airy il est possible de les raccorder aux fonctions BKW de part et d'autre d'un point tournant. 
Les raccordements de deux fonctions BKW s'ensuivent et sont donnés par les lois suivantes.
1. La fonction {\displaystyle {C \over 2{\sqrt {|p(R)|}}}\exp \left(-{1 \over \hbar }\left|\int _{R_{C}}^{R}p(R')dR'\right|\right)} dans la région {\displaystyle V(R)>E} devient {\displaystyle {C \over {\sqrt {p(R)}}}\cos \left({1 \over \hbar }\left|\int _{R_{C}}^{R}p(R')dR'\right|-{\pi  \over 4}\right)} dans la région {\displaystyle V(R)<E.}
2. La fonction {\displaystyle {C \over {\sqrt {p(R)}}}\exp \left({i \over \hbar }\left|\int _{R_{C}}^{R}p(R')dR'\right|+{i\pi  \over 4}\right)} dans la région {\displaystyle V(R)<E} devient {\displaystyle {C \over {\sqrt {|p(R)|}}}\exp \left({1 \over \hbar }\left|\int _{R_{C}}^{R}p(R')dR'\right|\right)} dans la région {\displaystyle V(R)>E.}

On remarquera qu'il est préférable de ne pas extrapoler d'autres formules car les termes exponentiellement croissant et exponentiellement décroissant ne peuvent en général coexister dans la région classiquement interdite.

### Approximation semi-classique uniforme
On note aussi la formule de l'approximation semi-classique uniforme (ASU) valable dans toutes les régions, donnée par :
{\displaystyle \psi ^{\rm {ASU}}(R)={C_{4} \over \pi }\left[{3\hbar ^{2} \over 2p^{3}}\int _{R_{C}}^{R}p\right]^{1/6}{\rm {Ai}}\left[\left({3 \over 2\hbar }\int _{R_{C}}^{R}p\right)^{2/3}\right],}
avec Ai, la fonction d'Airy.

## États liés
L'une des applications les plus importantes de la théorie BKW concerne le calcul des fonctions d'onde dans un puits de potentiel.
En notant {\displaystyle R_{\rm {int}}} le point tournant classique interne et {\displaystyle R_{\rm {ext}}} le point externe et en utilisant les formules de connexions en ces deux points on s'aperçoit facilement que la somme des phases des cosinus doit être un multiple de π. On en déduit la condition de quantification, qui est en fait celle trouvée par Niels Bohr et Arnold Sommerfeld en 1913 dans l'ancienne théorie des quanta mais avec le 1/2 en plus {\displaystyle {1 \over \pi \hbar }\int _{R_{\rm {int}}}^{R_{\rm {ext}}}p(R)dR=v+{1 \over 2}}
où v est le nombre de zéros de la fonction d'onde ψ du v+1 ème niveau lié du potentiel (théorème d'oscillation). L'approximation BKW s'écrit
{\displaystyle \psi (R)={\sqrt {2\omega m \over \pi p(R)}}\cos \left({1 \over \hbar }\int _{R_{\rm {int}}}^{R}p(R')dR'-{\pi  \over 4}\right)}
où l'on a normalisé à la fonction d'onde en négligeant la partie classiquement interdite et utilisant l'approximation de l'oscillation rapide du cosinus ({\displaystyle \cos ^{2}\approx 1/2}).
ω désigne la pulsation du mouvement classique et T est la période d'oscillation définies par {\displaystyle \omega ={2\pi  \over T}={2\pi  \over 2m\int _{R_{\rm {int}}}^{R_{\rm {ext}}}p^{-1}(R)dR}.}
Plus v est grand, plus p l'est, et donc plus l'approximation BKW sera valable (voir la première condition de validité). Il convient tout de même d'être soigneux pour les tout derniers niveaux du potentiel, car l'approximation BKW n'est plus valable (voir la deuxième condition de validité).

#### Ouvrages d'introduction pour physicien
- Michel le Bellac, Physique quantique, EDP Sciences/CNRS Editions, 2007 (2nde édition),  (ISBN 978-2-86883-998-5), chapitre 12: méthodes semi-classiques
- C. Cohen-Tannoudji, B. Diu et F. Laloë, Mécanique quantique [détail de l’édition]
- Albert Messiah, Mécanique quantique [détail des éditions]
- Lev Landau et Evgueni Lifchits, Physique théorique, t. 3 : Mécanique quantique [détail des éditions]
- David J. Griffiths, Introduction to Quantum Mechanics, Pearson Education International, 2005,  (ISBN 0-13-191175-9), Chapitre 8: the WKB approximation

#### Aspects récents
- (en) Harald Siegfried Friedrich, Theoretical Atomic Physics, Springer, 2005, 3e éd., 506 p. (ISBN 978-3-540-25644-1)
- André Voros, Spectre de l'équation de Schrödinger et méthode BKW : notes de cours (Orsay - 1980/1981), Publications Mathématiques de l'Université Paris-Sud Orsay, septembre 1981 (lire en ligne)
- André Voros, « De la théorie BKW exacte vers la théorie des perturbations singulières (II) », dans T. Aoki, T. Koike, H. Majima, Y. Okada, Y. Takei et N. Tose, International Conference on Algebraic Analysis of Differential Equations (from Microlocal Analysis to Exponential Asymptotics), in honor of Prof. Takahiro Kawai on the occasion of his sixtieth birthday (invitation), Kyoto University, Kyoto, Japan, July 7-14 2005, Berlin, Springer-Verlag (arXiv https://arxiv.org/abs/math-ph/0603043 math-ph/0603043)